# Akaciasläktet

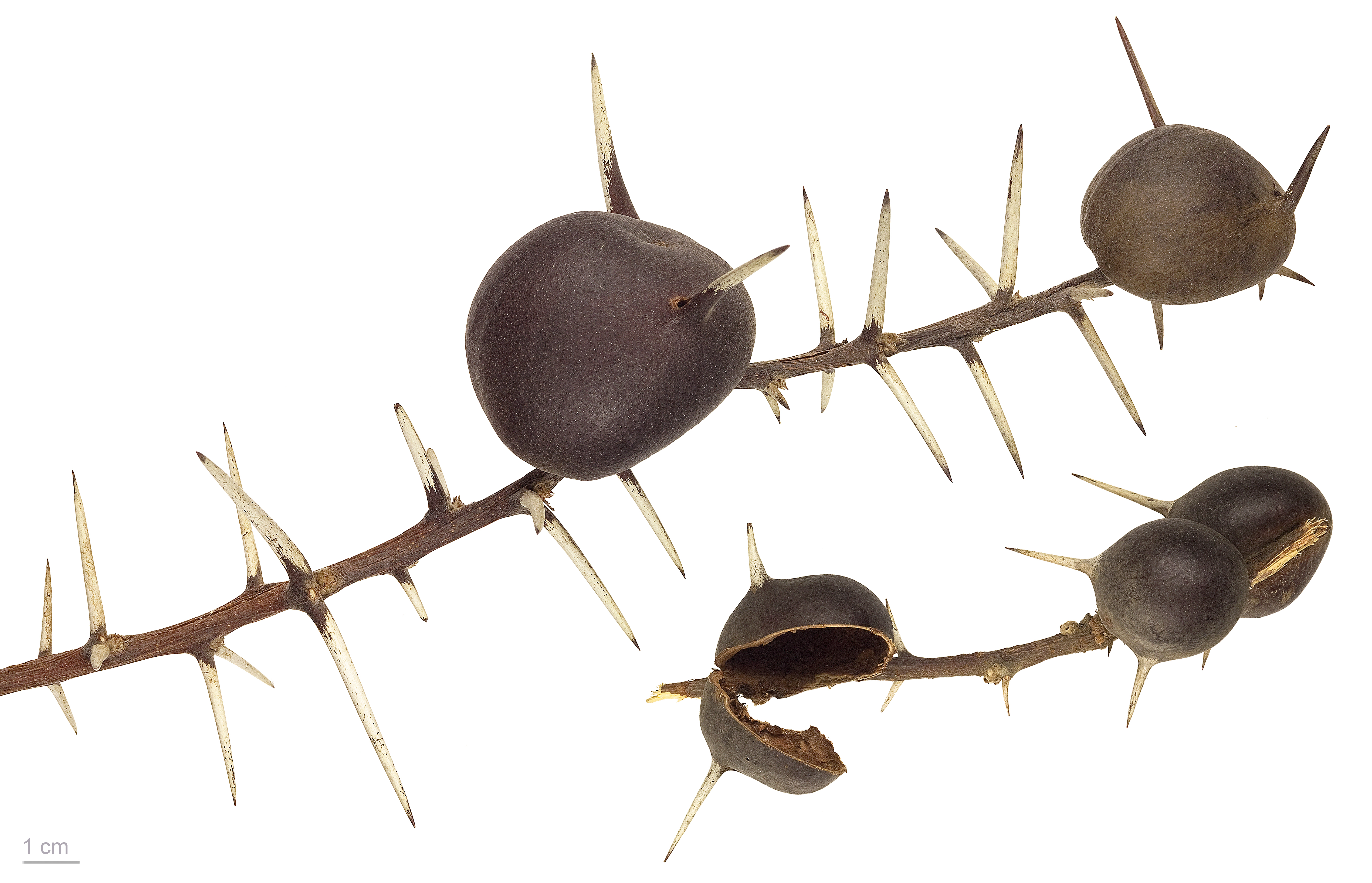
Acacia drepanolobium.

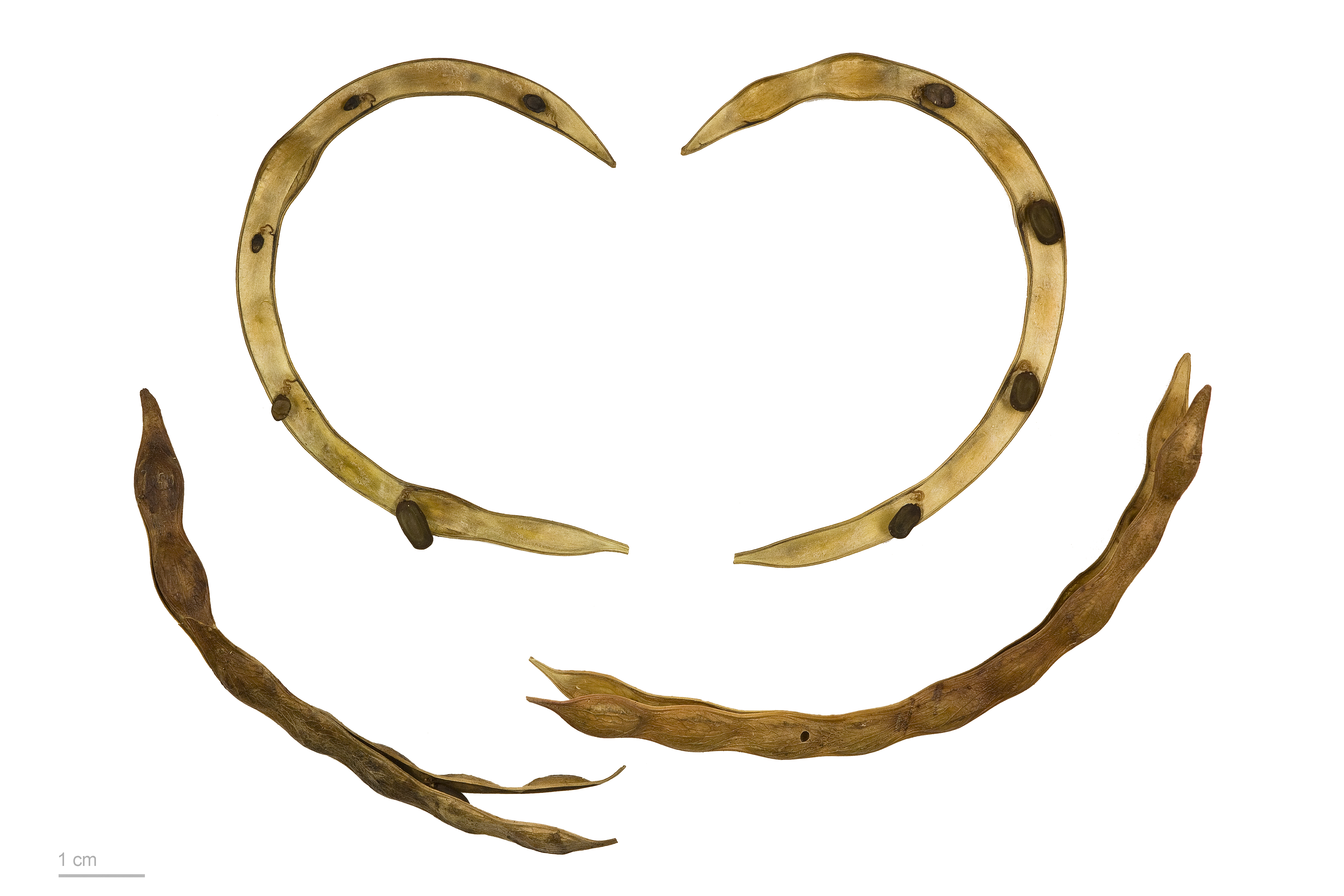
Frökapslar från en art inom akaciasläktet.

Akaciasläktet (Acacia) är ett växtsläkte i familjen ärtväxter. Traditionellt innehåller släktet ungefär 1300 arter, men genetiska studier har visat att det bör delas upp i flera släkten. Vid den botaniska världskongressen i Wien 2005 beslutades att typarten skulle bytas från en afrikansk art till en australiensisk art. Detta gjordes för att bevara majoriteten av arterna i ett monofyletiskt släkte Acacia, då cirka 950 arter endast återfinns i Australien. De övriga arterna återfinns nu i släktena Vachellia, Senegalia, Acaciella och Mariosousa. Akaciaväxter har formen av träd eller buskar. Akaciaträd är det viktigaste plantageträdet i tropiska områden, och ger mycket kortfibriga pappersmassor.
Den mest nordliga traditionella arten är Acacia greggii, som kan växa upp till 37° nordlig bredd i södra Utah i USA. De sydligaste är flera arter som växer på 43° sydlig bredd på Tasmanien i Australien. 
Akaciornas blad är vanligen sammansatta och barrlika till formen. På många arter har själva bladskivan tillbakabildats (i evolutionen) och i stället har skaftet fått klorofyllbärande celler och plattats till från sidan så att fotosyntesen kan utföras där. Dessa kallas fylloider.
Blommorna är små och innehåller fem mycket små kronblad som nästan helt döljs av de långa ståndarna som är samlade i täta sfäriska eller cylindriska tofsar. På de allra flesta arterna har blommorna någon färg i spektrum mellan gult och vitaktigt. Det finns också några som har violetta blommor. 
Många arter har vassa utväxter, särskilt de som växer i torra miljöer. En del är taggar, som utvecklats genom att blad-stiplerna ombildats. Andra är tornar, som utvecklats genom att kvistar blivit korta, spetsiga och mycket hårda.

## Namnförbistring
Akaciahonung kommer inte från akacior, utan från robinia (Robinia pseudoacacia), tidigare kallad falsk akacia. Robinia-träden planteras i närheten av bikupor på grund av att blommorna innehåller mycket nektar som är attraktiv för bin .
I blomsterhandeln förekommer en del från Sydeuropa importerade kvistar av vissa akaciearter, som oriktigt kallas mimosa. Mimosa är det vetenskapliga namnet på sensitivasläktet, men någon gång har förväxling skett och namnbruket dröjer sig kvar.

## Dottertaxa till Akacior, i alfabetisk ordning[2]
- Acacia abbreviata
- Acacia abrupta
- Acacia abyssinica
- Acacia acanthaster
- Acacia acanthoclada
- Acacia acatlensis
- Acacia acellerata
- Acacia acinacea
- Acacia aciphylla
- Acacia acoma
- Acacia acradenia
- Acacia acrionastes
- Acacia acuaria
- Acacia aculeatissima
- Acacia aculeiformis
- Acacia acuminata
- Acacia acutata
- Acacia adenocalyx
- Acacia adenogonia
- Acacia adenophora
- Acacia adhaerens
- Acacia adinophylla
- Acacia adnata
- Acacia adoxa
- Acacia adsurgens
- Acacia adunca
- Acacia aemula
- Acacia aestivalis
- Acacia alata
- Acacia albicorticata
- Acacia albizioides
- Acacia alcockii
- Acacia alemquerensis
- Acacia alexandri
- Acacia alleniana
- Acacia allenii
- Acacia alpina
- Acacia altiscandens
- Acacia amabilis
- Acacia amambayensis
- Acacia amanda
- Acacia amazonica
- Acacia amblygona
- Acacia amblyophylla
- Acacia amentacea
- Acacia amentifera
- Acacia ammobia
- Acacia ammophila
- Acacia amoena
- Acacia ampeloclada
- Acacia ampliata
- Acacia ampliceps
- Acacia amputata
- Acacia amyctica
- Acacia amythethophylla
- Acacia anarthos
- Acacia anasilla
- Acacia anastema
- Acacia anaticeps
- Acacia anceps
- Acacia ancistrocarpa
- Acacia ancistroclada
- Acacia ancistrophylla
- Acacia andamanica
- Acacia andongensis
- Acacia andrewsii
- Acacia anegadensis
- Acacia aneura
- Acacia anfractuosa
- Acacia angusta
- Acacia angustissima
- Acacia anisophylla
- Acacia ankokib
- Acacia anomala
- Acacia anthochaera
- Acacia antunesii
- Acacia aphanoclada
- Acacia aphylla
- Acacia applanata
- Acacia aprepta
- Acacia aprica
- Acacia arafurica
- Acacia araneosa
- Acacia arbiana
- Acacia arcuatilis
- Acacia arenaria
- Acacia argentina
- Acacia argutifolia
- Acacia argyraea
- Acacia argyrodendron
- Acacia argyrophylla
- Acacia argyrotricha
- Acacia arida
- Acacia aristulata
- Acacia armata
- Acacia armillata
- Acacia armitii
- Acacia aroma
- Acacia arrecta
- Acacia articulata
- Acacia asak
- Acacia ascendens
- Acacia asepala
- Acacia ashbyae
- Acacia asparagoides
- Acacia aspera
- Acacia asperulacea
- Acacia assimilis
- Acacia ataxacantha
- Acacia ataxiphylla
- Acacia atkinsiana
- Acacia atopa
- Acacia atramentaria
- Acacia attenuata
- Acacia aulacocarpa
- Acacia aulacophylla
- Acacia auratiflora
- Acacia aureocrinita
- Acacia auricoma
- Acacia auriculiformis
- Acacia auripila
- Acacia auronitens
- Acacia ausfeldii
- Acacia awestoniana
- Acacia axillaris
- Acacia ayersiana
- Acacia baeuerlenii
- Acacia bahiensis
- Acacia baileyana
- Acacia bakeri
- Acacia balfourii
- Acacia balsamea
- Acacia bancroftiorum
- Acacia barahonensis
- Acacia barakulensis
- Acacia barattensis
- Acacia barbinervis
- Acacia baronii
- Acacia barrancana
- Acacia barringtonensis
- Acacia basedowii
- Acacia baueri
- Acacia bavazzanoi
- Acacia baxteri
- Acacia beadleana
- Acacia beauverdiana
- Acacia beckleri
- Acacia belairioides
- Acacia bellula
- Acacia benthamii
- Acacia berlandieri
- Acacia betchei
- Acacia bidentata
- Acacia bidwillii
- Acacia bifaria
- Acacia biflora
- Acacia bilimekii
- Acacia binata
- Acacia binervata
- Acacia binervia
- Acacia bispinosa
- Acacia bivenosa
- Acacia blakei
- Acacia blakelyi
- Acacia blaxellii
- Acacia blayana
- Acacia blomei
- Acacia bolei
- Acacia boliviana
- Acacia bonariensis
- Acacia boormanii
- Acacia borleae
- Acacia borneensis
- Acacia botrydion
- Acacia brachybotrya
- Acacia brachycarpa
- Acacia brachyclada
- Acacia brachyphylla
- Acacia brachypoda
- Acacia brachystachya
- Acacia bracteolata
- Acacia brandegeana
- Acacia brassii
- Acacia breviracemosa
- Acacia brevispica
- Acacia bricchettiana
- Acacia brockii
- Acacia bromilowiana
- Acacia browniana
- Acacia brownii
- Acacia brumalis
- Acacia brunioides
- Acacia bucheri
- Acacia bulgaensis
- Acacia bullockii
- Acacia burbidgeae
- Acacia burkei
- Acacia burrana
- Acacia burrowii
- Acacia burrowsiana
- Acacia burttii
- Acacia bussei
- Acacia buxifolia
- Acacia bynoeana
- Acacia caerulescens
- Acacia caesariata
- Acacia caesia
- Acacia caesiella
- Acacia caffra
- Acacia calamifolia
- Acacia calantha
- Acacia calcarata
- Acacia calcicola
- Acacia caleyi
- Acacia callicoma
- Acacia calyculata
- Acacia cambagei
- Acacia campoptila
- Acacia camptoclada
- Acacia campylophylla
- Acacia cana
- Acacia canescens
- Acacia cangaiensis
- Acacia capillaris
- Acacia caraniana
- Acacia cardiophylla
- Acacia carens
- Acacia carneorum
- Acacia carnosula
- Acacia caroleae
- Acacia cassicula
- Acacia castanostegia
- Acacia cataractae
- Acacia catechu
- Acacia catenulata
- Acacia catharinensis
- Acacia cavealis
- Acacia caven
- Acacia cedroides
- Acacia celastrifolia
- Acacia celsa
- Acacia centralis
- Acacia cerastes
- Acacia ceratonia
- Acacia cernua
- Acacia chalkeri
- Acacia chamaeleon
- Acacia chapmanii
- Acacia chariessa
- Acacia chartacea
- Acacia cheelii
- Acacia cheilanthifolia
- Acacia chiapensis
- Acacia chinchillensis
- Acacia chippendalei
- Acacia chisholmii
- Acacia choriophylla
- Acacia chrysantha
- Acacia chrysella
- Acacia chrysocephala
- Acacia chrysochaeta
- Acacia chrysopoda
- Acacia chrysotricha
- Acacia chundra
- Acacia ciliolata
- Acacia cincinnata
- Acacia citrinoviridis
- Acacia clandullensis
- Acacia clelandii
- Acacia clunies-rossiae
- Acacia clydonophora
- Acacia cochlearis
- Acacia cochliacantha
- Acacia cochlocarpa
- Acacia cockertoniana
- Acacia cognata
- Acacia colei
- Acacia colletioides
- Acacia collinsii
- Acacia comans
- Acacia comosa
- Acacia compacta
- Acacia complanata
- Acacia concinna
- Acacia concolorans
- Acacia concurrens
- Acacia condyloclada
- Acacia conferta
- Acacia confluens
- Acacia confusa
- Acacia congesta
- Acacia conjunctifolia
- Acacia conniana
- Acacia consanguinea
- Acacia consobrina
- Acacia conspersa
- Acacia constablei
- Acacia constricta
- Acacia continua
- Acacia convallium
- Acacia cookii
- Acacia coolgardiensis
- Acacia coriacea
- Acacia cornigera
- Acacia costata
- Acacia costiniana
- Acacia coulteri
- Acacia courtii
- Acacia cowaniana
- Acacia cowellii
- Acacia covenyi
- Acacia cowleana
- Acacia cracentis
- Acacia craibii
- Acacia craspedocarpa
- Acacia crassa
- Acacia crassicarpa
- Acacia crassifolia
- Acacia crassistipula
- Acacia crassiuscula
- Acacia crassuloides
- Acacia creatacea
- Acacia cremiflora
- Acacia crenulata
- Acacia cretata
- Acacia crinita
- Acacia crispula
- Acacia crombiei
- Acacia cucuyo
- Acacia cuernavacana
- Acacia cultriformis
- Acacia cummingiana
- Acacia cundinamarcae
- Acacia cuneifolia
- Acacia cupeyensis
- Acacia cupularis
- Acacia curbeloi
- Acacia curranii
- Acacia curvata
- Acacia curvifructa
- Acacia curvinervia
- Acacia cuspidifolia
- Acacia cuthbertsonii
- Acacia cyclops
- Acacia cylindrica
- Acacia cyperophylla
- Acacia dacrydioides
- Acacia daemon
- Acacia dallachiana
- Acacia dampieri
- Acacia dangarensis
- Acacia daweana
- Acacia daviesioides
- Acacia dawsonii
- Acacia davyi
- Acacia dealbata
- Acacia deanei
- Acacia debilis
- Acacia decipiens
- Acacia declinata
- Acacia decora
- Acacia decurrens
- Acacia decussata
- Acacia deficiens
- Acacia deflexa
- Acacia delavayi
- Acacia delibrata
- Acacia delicata
- Acacia delicatula
- Acacia delphina
- Acacia deltoidea
- Acacia demissa
- Acacia demostachya
- Acacia dempsteri
- Acacia densiflora
- Acacia densispina
- Acacia denticulosa
- Acacia dentifera
- Acacia dependens
- Acacia depressa
- Acacia dermatophylla
- Acacia desertorum
- Acacia desmondii
- Acacia deuteroneura
- Acacia diadenia
- Acacia diaphana
- Acacia diaphyllodinea
- Acacia dictyoneura
- Acacia dictyophleba
- Acacia didyma
- Acacia dielsii
- Acacia dietrichiana
- Acacia difficilis
- Acacia difformis
- Acacia dilatata
- Acacia dimidiata
- Acacia diminuta
- Acacia discolor
- Acacia disparrima
- Acacia dissimilis
- Acacia dissona
- Acacia distans
- Acacia disticha
- Acacia ditricha
- Acacia divaricata
- Acacia divergens
- Acacia dodonaeifolia
- Acacia dolichocephala
- Acacia dolichophylla
- Acacia dolichostachya
- Acacia donaldii
- Acacia donaldsonii
- Acacia donnaiensis
- Acacia doratoxylon
- Acacia dorothea
- Acacia dorsenna
- Acacia drepanocarpa
- Acacia drepanolobium
- Acacia drepanophylla
- Acacia drewiana
- Acacia drummondii
- Acacia dudgeoni
- Acacia dunnii
- Acacia dura
- Acacia durabilis
- Acacia duriuscula
- Acacia dyeri
- Acacia eburnea
- Acacia ebutsiniorum
- Acacia echinula
- Acacia echinuliflora
- Acacia edgeworthii
- Acacia effusa
- Acacia effusifolia
- Acacia ehrenbergiana
- Acacia elachantha
- Acacia elata
- Acacia elatior
- Acacia elongata
- Acacia emilioana
- Acacia empelioclada
- Acacia enervia
- Acacia ensifolia
- Acacia enterocarpa
- Acacia epacantha
- Acacia epedunculata
- Acacia ephedroides
- Acacia eremaea
- Acacia eremophila
- Acacia eremophiloides
- Acacia ericifolia
- Acacia ericksoniae
- Acacia erinacea
- Acacia eriocarpa
- Acacia erioclada
- Acacia erioloba
- Acacia eriopoda
- Acacia errabunda
- Acacia erubescens
- Acacia erythrocalyx
- Acacia erythrophloea
- Acacia erythropus
- Acacia estrophiolata
- Acacia etbaica
- Acacia etilis
- Acacia euthyphylla
- Acacia evenulosa
- Acacia everistii
- Acacia excelsa
- Acacia excentrica
- Acacia exilis
- Acacia exocarpoides
- Acacia exsudans
- Acacia extensa
- Acacia exuvialis
- Acacia fagonioides
- Acacia falcata
- Acacia falcifolia
- Acacia falciformis
- Acacia farinosa
- Acacia farnesiana
- Acacia fasciculifera
- Acacia faucium
- Acacia fauntleroyi
- Acacia fecunda
- Acacia feddeana
- Acacia ferocior
- Acacia ferruginea
- Acacia ficoides
- Acacia fiebrigii
- Acacia filamentosa
- Acacia filicifolia
- Acacia filifolia
- Acacia filipes
- Acacia fimbriata
- Acacia fischeri
- Acacia flabellifolia
- Acacia flagellaris
- Acacia flagelliformis
- Acacia flavescens
- Acacia flavipila
- Acacia fleckeri
- Acacia fleckii
- Acacia flexifolia
- Acacia flocktoniae
- Acacia floribunda
- Acacia floydii
- Acacia foliosa
- Acacia formidabilis
- Acacia forrestiana
- Acacia forsythii
- Acacia fragilis
- Acacia frigescens
- Acacia froggattii
- Acacia fulva
- Acacia fumosa
- Acacia furcatispina
- Acacia gageana
- Acacia galeata
- Acacia galioides
- Acacia galpinii
- Acacia gardneri
- Acacia gaumeri
- Acacia gelasina
- Acacia gemina
- Acacia genistifolia
- Acacia gentlei
- Acacia georgensis
- Acacia georginae
- Acacia gerrardii
- Acacia gibbosa
- Acacia gilbertii
- Acacia gilesiana
- Acacia gilliesii
- Acacia gillii
- Acacia gittinsii
- Acacia glabripes
- Acacia gladiiformis
- Acacia glandulicarpa
- Acacia glandulifera
- Acacia glandulosa
- Acacia glauca
- Acacia glaucissima
- Acacia glaucocaesia
- Acacia glaucocarpa
- Acacia glaucoptera
- Acacia globosa
- Acacia globulifera
- Acacia gloeotricha
- Acacia glomerosa
- Acacia glutinosissima
- Acacia gnidium
- Acacia goetzei
- Acacia goldmanii
- Acacia gonocarpa
- Acacia gonoclada
- Acacia gonophylla
- Acacia gordonii
- Acacia gourmaensis
- Acacia gracilenta
- Acacia gracilifolia
- Acacia graciliformis
- Acacia gracillima
- Acacia grandicornuta
- Acacia grandifolia
- Acacia grandistipula
- Acacia granitica
- Acacia graniticola
- Acacia grasbyi
- Acacia grayana
- Acacia greggii
- Acacia gregorii
- Acacia grisea
- Acacia guinetii
- Acacia gummifera
- Acacia gunnii
- Acacia guttata
- Acacia guymeri
- Acacia hadrophylla
- Acacia haematoxylon
- Acacia hakeoides
- Acacia halliana
- Acacia hamersleyensis
- Acacia hamiltoniana
- Acacia hammondii
- Acacia hamulosa
- Acacia handonis
- Acacia harmandiana
- Acacia harpophylla
- Acacia hartwegii
- Acacia harveyi
- Acacia hassleri
- Acacia hastulata
- Acacia havilandiorum
- Acacia hayesii
- Acacia hebeclada
- Acacia hecatophylla
- Acacia helicophylla
- Acacia helmsiana
- Acacia hemignosta
- Acacia hemiteles
- Acacia hemsleyi
- Acacia hendersonii
- Acacia hereroensis
- Acacia heterochroa
- Acacia heteroclita
- Acacia heteromalla
- Acacia heteroneura
- Acacia heterophylla
- Acacia hexaneura
- Acacia hildebrandtii
- Acacia hilliana
- Acacia hindsii
- Acacia hippuroides
- Acacia hirta
- Acacia hirtipes
- Acacia hispidula
- Acacia hockii
- Acacia hockingsii
- Acacia hohenackeri
- Acacia holosericea
- Acacia holotricha
- Acacia homaloclada
- Acacia hopperiana
- Acacia horrida
- Acacia horridula
- Acacia howittii
- Acacia huarango
- Acacia hubbardiana
- Acacia huberi
- Acacia huegelii
- Acacia huilana
- Acacia humifusa
- Acacia hunteri
- Acacia hyaloneura
- Acacia hydaspica
- Acacia hylonoma
- Acacia hypermeces
- Acacia hystrix
- Acacia idiomorpha
- Acacia imbricata
- Acacia imitans
- Acacia imparilis
- Acacia implexa
- Acacia impressa
- Acacia improcera
- Acacia inaequilatera
- Acacia inaequiloba
- Acacia inamabilis
- Acacia incanicarpa
- Acacia inceana
- Acacia incognita
- Acacia incongesta
- Acacia incrassata
- Acacia incurva
- Acacia infecunda
- Acacia ingramii
- Acacia ingrata
- Acacia inophyloia
- Acacia inopinata
- Acacia inops
- Acacia insolita
- Acacia insulae-iacobi
- Acacia interior
- Acacia intorta
- Acacia intricata
- Acacia intsia
- Acacia irrorata
- Acacia islana
- Acacia isoneura
- Acacia iteaphylla
- Acacia ixiophylla
- Acacia ixodes
- Acacia jackesiana
- Acacia jacksonioides
- Acacia jacquemontii
- Acacia jamesiana
- Acacia janzenii
- Acacia jasperensis
- Acacia jennerae
- Acacia jensenii
- Acacia jibberdingensis
- Acacia johannis
- Acacia johnsonii
- Acacia johnwoodii
- Acacia jonesii
- Acacia jucunda
- Acacia julifera
- Acacia juncifolia
- Acacia kalgoorliensis
- Acacia kallunkiae
- Acacia kamerunensis
- Acacia karina
- Acacia karroo
- Acacia kekapur
- Acacia kelleri
- Acacia kelloggiana
- Acacia kempeana
- Acacia kenneallyi
- Acacia kerryana
- Acacia kettlewelliae
- Acacia kimberleyensis
- Acacia kingiana
- Acacia kingii
- Acacia kirkii
- Acacia klugii
- Acacia koa
- Acacia koaia
- Acacia kochii
- Acacia kosiensis
- Acacia kostermansii
- Acacia kraussiana
- Acacia kuhlmannii
- Acacia kybeanensis
- Acacia kydrensis
- Acacia laccata
- Acacia lacerans
- Acacia lacertensis
- Acacia lachnophylla
- Acacia laeta
- Acacia lahai
- Acacia lanceolata
- Acacia lanei
- Acacia langsdorfii
- Acacia lanigera
- Acacia lankaensis
- Acacia lanuginophylla
- Acacia lanuginosa
- Acacia laricina
- Acacia lasiocalyx
- Acacia lasiocarpa
- Acacia lasiopetala
- Acacia latericola
- Acacia latescens
- Acacia latifolia
- Acacia latipes
- Acacia latisepala
- Acacia latistipulata
- Acacia latzii
- Acacia lazaridis
- Acacia leeuweniana
- Acacia legnota
- Acacia leichhardtii
- Acacia leiocalyx
- Acacia leioderma
- Acacia leiophylla
- Acacia lenticularis
- Acacia lentiginea
- Acacia leprosa
- Acacia leptalea
- Acacia leptocarpa
- Acacia leptoclada
- Acacia leptoloba
- Acacia leptoneura
- Acacia leptopetala
- Acacia leptophleba
- Acacia leptospermoides
- Acacia leptostachya
- Acacia leucoclada
- Acacia leucolobia
- Acacia leucophaea
- Acacia leucophloea
- Acacia leucospira
- Acacia leucothrix
- Acacia levata
- Acacia lewisii
- Acacia ligulata
- Acacia ligustrina
- Acacia limae
- Acacia limbata
- Acacia linarioides
- Acacia linearifolia
- Acacia lineata
- Acacia lineolata
- Acacia linifolia
- Acacia lirellata
- Acacia littorea
- Acacia lobulata
- Acacia loderi
- Acacia longifolia
- Acacia longipedunculata
- Acacia longiphyllodinea
- Acacia longispicata
- Acacia longispinea
- Acacia longissima
- Acacia loretensis
- Acacia loroloba
- Acacia loxophylla
- Acacia lozanoi
- Acacia lucasii
- Acacia lucens
- Acacia luederitzii
- Acacia lujae
- Acacia lullfitziorum
- Acacia lumholtzii
- Acacia lunata
- Acacia luteola
- Acacia lycopodiifolia
- Acacia lysiphloia
- Acacia mabellae
- Acacia macalusoi
- Acacia macbridei
- Acacia macdonnellensis
- Acacia macilenta
- Acacia mackeyana
- Acacia macmurphyi
- Acacia macnuttiana
- Acacia maconochieana
- Acacia macracantha
- Acacia macradenia
- Acacia macrostachya
- Acacia magnibracteosa
- Acacia magnifica
- Acacia maidenii
- Acacia maitlandii
- Acacia malacocephala
- Acacia malloclada
- Acacia mangium
- Acacia manipularis
- Acacia manubensis
- Acacia maranoensis
- Acacia mariae
- Acacia marramamba
- Acacia martii
- Acacia martiusiana
- Acacia maschalocephala
- Acacia masliniana
- Acacia mathuataensis
- Acacia matthewii
- Acacia maxwellii
- Acacia mayana
- Acacia mazatlana
- Acacia mbuluensis
- Acacia mearnsii
- Acacia meeboldii
- Acacia megacephala
- Acacia megaladena
- Acacia megalantha
- Acacia meiantha
- Acacia meiosperma
- Acacia meisneri
- Acacia melanoceras
- Acacia melanoxylon
- Acacia melleodora
- Acacia mellifera
- Acacia melvillei
- Acacia menabeensis
- Acacia menzelii
- Acacia meridionalis
- Acacia merinthophora
- Acacia merrallii
- Acacia merrickiae
- Acacia merrillii
- Acacia michelii
- Acacia microbotrya
- Acacia microcalyx
- Acacia microcarpa
- Acacia microcephala
- Acacia microneura
- Acacia microsperma
- Acacia midgleyi
- Acacia miersii
- Acacia mikanii
- Acacia millefolia
- Acacia mimica
- Acacia mimula
- Acacia minutifolia
- Acacia minutissima
- Acacia minyura
- Acacia mirandae
- Acacia mitchellii
- Acacia mitodes
- Acacia modesta
- Acacia moggii
- Acacia moirii
- Acacia mollifolia
- Acacia mollissima
- Acacia monacantha
- Acacia montana
- Acacia monticola
- Acacia montigena
- Acacia montis-usti
- Acacia mooreana
- Acacia mountfordiae
- Acacia mucronata
- Acacia muelleriana
- Acacia multisiliqua
- Acacia multispicata
- Acacia multistipulosa
- Acacia muricata
- Acacia muriculata
- Acacia murrayana
- Acacia mutabilis
- Acacia myrmecophila
- Acacia myrtifolia
- Acacia nanodealbata
- Acacia nanopravissima
- Acacia nebrownii
- Acacia negrii
- Acacia nematophylla
- Acacia neovernicosa
- Acacia neriifolia
- Acacia nervosa
- Acacia nesophila
- Acacia neumanniana
- Acacia neurocarpa
- Acacia neurophylla
- Acacia newbeyi
- Acacia nigrescens
- Acacia nigricans
- Acacia nigripilosa
- Acacia nilotica
- Acacia nitidifolia
- Acacia nitidula
- Acacia nivea
- Acacia nodiflora
- Acacia notabilis
- Acacia nuperrima
- Acacia nyssophylla
- Acacia obesa
- Acacia obliquinervea
- Acacia obliquinervia
- Acacia obovata
- Acacia obtecta
- Acacia obtusata
- Acacia obtusifolia
- Acacia occidentalis
- Acacia ochracea
- Acacia octonervia
- Acacia oerfota
- Acacia officinalis
- Acacia ogadensis
- Acacia oldfieldii
- Acacia olgana
- Acacia oligoneura
- Acacia olivensana
- Acacia oliveri
- Acacia olsenii
- Acacia omalophylla
- Acacia ommatosperma
- Acacia oncinocarpa
- Acacia oncinophylla
- Acacia ophiolithica
- Acacia oraria
- Acacia orbifolia
- Acacia origena
- Acacia orites
- Acacia ormocarpoides
- Acacia ortegae
- Acacia orthocarpa
- Acacia orthotricha
- Acacia oshanesii
- Acacia oswaldii
- Acacia ouyrarema
- Acacia ovata
- Acacia oviedoensis
- Acacia oxycedrus
- Acacia oxyclada
- Acacia pacensis
- Acacia pachyacra
- Acacia pachycarpa
- Acacia pachyceras
- Acacia pachyphloia
- Acacia pachyphylla
- Acacia pachypoda
- Acacia palawanensis
- Acacia pallidifolia
- Acacia palustris
- Acacia paolii
- Acacia papulosa
- Acacia papyrocarpa
- Acacia paradoxa
- Acacia paraensis
- Acacia paraneura
- Acacia parramattensis
- Acacia parviceps
- Acacia parviflora
- Acacia parvipinnula
- Acacia pataczekii
- Acacia patagiata
- Acacia patellaris
- Acacia paula
- Acacia pedicellata
- Acacia pedina
- Acacia pedleyi
- Acacia pellita
- Acacia pelophila
- Acacia pendula
- Acacia peninsularis
- Acacia pennata
- Acacia pennatula
- Acacia penninervis
- Acacia pennivenia
- Acacia pentadenia
- Acacia pentagona
- Acacia perangusta
- Acacia peregrinalis
- Acacia permixta
- Acacia perryi
- Acacia persiciflora
- Acacia pervillei
- Acacia petraea
- Acacia petrensis
- Acacia peuce
- Acacia phaeocalyx
- Acacia pharangites
- Acacia phasmoides
- Acacia phlebocarpa
- Acacia phlebopetala
- Acacia phlebophylla
- Acacia piauhiensis
- Acacia picachensis
- Acacia pickardii
- Acacia piligera
- Acacia pilispina
- Acacia pilligaensis
- Acacia pinetorum
- Acacia pinguiculosa
- Acacia pinguifolia
- Acacia piptadenioides
- Acacia planifrons
- Acacia platycarpa
- Acacia plautella
- Acacia plectocarpa
- Acacia plicata
- Acacia plumosa
- Acacia pluricapitata
- Acacia pluriglandulosa
- Acacia podalyriifolia
- Acacia polhillii
- Acacia polifolia
- Acacia poliochroa
- Acacia polyacantha
- Acacia polyadenia
- Acacia polybotrya
- Acacia polyphylla
- Acacia polypodioides
- Acacia polypyrigenes
- Acacia polystachya
- Acacia porcata
- Acacia potosina
- Acacia praecox
- Acacia praelongata
- Acacia praemorsa
- Acacia praetermissa
- Acacia prainii
- Acacia prasinata
- Acacia pravifolia
- Acacia pravissima
- Acacia preissiana
- Acacia pringlei
- Acacia prismatica
- Acacia prismifolia
- Acacia pritzeliana
- Acacia producta
- Acacia profusa
- Acacia proiantha
- Acacia prominens
- Acacia proxima
- Acacia pruinescens
- Acacia pruinocarpa
- Acacia pruinosa
- Acacia pseudo-arabica
- Acacia pseudo-eburnea
- Acacia pseudofistula
- Acacia pseudo-intsia
- Acacia pseudonigrescens
- Acacia pteridifolia
- Acacia pterocaulon
- Acacia ptychoclada
- Acacia ptychophylla
- Acacia pubescens
- Acacia pubicosta
- Acacia pubifolia
- Acacia pubirhachis
- Acacia pulchella
- Acacia pulviniformis
- Acacia puncticulata
- Acacia purpurea
- Acacia purpureopetala
- Acacia purpusii
- Acacia pusilla
- Acacia pustula
- Acacia pycnantha
- Acacia pycnocephala
- Acacia pycnostachya
- Acacia pygmaea
- Acacia pyrifolia
- Acacia qandalensis
- Acacia quadrilateralis
- Acacia quadrimarginea
- Acacia quadrisulcata
- Acacia quinquenervia
- Acacia quintanilhae
- Acacia quornensis
- Acacia racospermoides
- Acacia ramiflora
- Acacia ramulosa
- Acacia reclinata
- Acacia recurva
- Acacia recurvata
- Acacia redolens
- Acacia reficiens
- Acacia rehmanniana
- Acacia rendlei
- Acacia reniformis
- Acacia repanda
- Acacia repens
- Acacia resinicostata
- Acacia resinimarginea
- Acacia resinistipulea
- Acacia resinosa
- Acacia restiacea
- Acacia retinervis
- Acacia retinodes
- Acacia retivenea
- Acacia retrorsa
- Acacia retusa
- Acacia rhamphophylla
- Acacia rhetinocarpa
- Acacia rhigiophylla
- Acacia rhodophloia
- Acacia rhodoxylon
- Acacia riceana
- Acacia richardsii
- Acacia richii
- Acacia ridleyana
- Acacia rigens
- Acacia rigescens
- Acacia rigida
- Acacia rigidula
- Acacia riograndensis
- Acacia riparia
- Acacia rivalis
- Acacia robeorum
- Acacia robinae
- Acacia robusta
- Acacia robynsiana
- Acacia roemeriana
- Acacia roigii
- Acacia rorudiana
- Acacia rosei
- Acacia rossei
- Acacia rostellata
- Acacia rostellifera
- Acacia rothii
- Acacia rotundata
- Acacia rovumae
- Acacia roycei
- Acacia rubida
- Acacia rubricola
- Acacia ruddiae
- Acacia rugata
- Acacia rupicola
- Acacia ruppii
- Acacia rurrenabaqueana
- Acacia russelliana
- Acacia ryaniana
- Acacia rynchocarpa
- Acacia sabulosa
- Acacia sakalava
- Acacia saliciformis
- Acacia salicina
- Acacia saligna
- Acacia saltilloensis
- Acacia santosii
- Acacia sarcophylla
- Acacia sassa
- Acacia saxatilis
- Acacia saxicola
- Acacia scalena
- Acacia scalpelliformis
- Acacia schaffneri
- Acacia schinoides
- Acacia schlechteri
- Acacia schottii
- Acacia schweinfurthii
- Acacia sciophanes
- Acacia scirpifolia
- Acacia scleroclada
- Acacia sclerophylla
- Acacia sclerosperma
- Acacia scleroxyla
- Acacia scopulorum
- Acacia seclusa
- Acacia sedifolia
- Acacia seifriziana
- Acacia sekhukhuniensis
- Acacia semiaurea
- Acacia semicircinalis
- Acacia semilunata
- Acacia semirigida
- Acacia semitrullata
- Acacia semiverticillata
- Acacia semperflorens
- Acacia senegal
- Acacia sericata
- Acacia sericocarpa
- Acacia sericoflora
- Acacia serra
- Acacia sertiformis
- Acacia sessilis
- Acacia sessilispica
- Acacia setulifera
- Acacia seyal
- Acacia shirleyi
- Acacia shuttleworthii
- Acacia sibilans
- Acacia sibina
- Acacia siculiformis
- Acacia sieberiana
- Acacia signata
- Acacia silvestris
- Acacia simmonsiana
- Acacia simplex
- Acacia simsii
- Acacia simulans
- Acacia singula
- Acacia sinuata
- Acacia smeringa
- Acacia solenota
- Acacia somalensis
- Acacia sorophylla
- Acacia sousae
- Acacia spania
- Acacia sparsiflora
- Acacia spathulifolia
- Acacia speckii
- Acacia spectabilis
- Acacia sphacellata
- Acacia sphaerocephala
- Acacia sphaerostachya
- Acacia sphenophylla
- Acacia spilleriana
- Acacia spinescens
- Acacia spinosissima
- Acacia spirorbis
- Acacia splendens
- Acacia spondylophylla
- Acacia spongolitica
- Acacia spooneri
- Acacia sporadica
- Acacia squamata
- Acacia standleyi
- Acacia stanleyi
- Acacia startii
- Acacia steedmanii
- Acacia stellaticeps
- Acacia stenophylla
- Acacia stenoptera
- Acacia stenoptila
- Acacia stereophylla
- Acacia stigmatophylla
- Acacia stipellata
- Acacia stipuligera
- Acacia stipulosa
- Acacia storyi
- Acacia stowardii
- Acacia striatifolia
- Acacia stricta
- Acacia strongylophylla
- Acacia stuhlmannii
- Acacia suaveolens
- Acacia subangulata
- Acacia subcaerulea
- Acacia subcontorta
- Acacia suberosa
- Acacia subflexuosa
- Acacia sublanata
- Acacia subporosa
- Acacia subracemosa
- Acacia subrigida
- Acacia subsessilis
- Acacia subternata
- Acacia subtessarogona
- Acacia subtiliformis
- Acacia subtilinervis
- Acacia subtilis
- Acacia subulata
- Acacia sulcata
- Acacia sulcaticaulis
- Acacia sulitii
- Acacia sutherlandii
- Acacia swazica
- Acacia symonii
- Acacia synchronicia
- Acacia synoria
- Acacia tabula
- Acacia tamarindifolia
- Acacia tanganyikensis
- Acacia tanjorensis
- Acacia tarculensis
- Acacia tawitawiensis
- Acacia taylori
- Acacia tayloriana
- Acacia telmica
- Acacia teniana
- Acacia tenuifolia
- Acacia tenuinervis
- Acacia tenuior
- Acacia tenuispica
- Acacia tenuispina
- Acacia tenuissima
- Acacia tephrina
- Acacia tephrodermis
- Acacia tephrophylla
- Acacia tequilana
- Acacia teretifolia
- Acacia terminalis
- Acacia tessellata
- Acacia tetanophylla
- Acacia tetragonocarpa
- Acacia tetragonophylla
- Acacia tetraneura
- Acacia tetraptera
- Acacia thailandica
- Acacia theronii
- Acacia thoma
- Acacia thomasii
- Acacia thomsonii
- Acacia tindaleae
- Acacia tolmerensis
- Acacia tomentosa
- Acacia tonkinensis
- Acacia toondulya
- Acacia torrei
- Acacia torta
- Acacia torticarpa
- Acacia tortilis
- Acacia tortuosa
- Acacia torulosa
- Acacia trachycarpa
- Acacia trachyphloia
- Acacia translucens
- Acacia tratmaniana
- Acacia trigonocarpa
- Acacia trigonophylla
- Acacia trijuga
- Acacia trinalis
- Acacia trinervata
- Acacia trinervia
- Acacia trineura
- Acacia triptera
- Acacia triptycha
- Acacia triquetra
- Acacia tropica
- Acacia truculenta
- Acacia trudgeniana
- Acacia trulliformis
- Acacia truncata
- Acacia tuberculata
- Acacia tucumanensis
- Acacia tumida
- Acacia turnbulliana
- Acacia tysonii
- Acacia ulicifolia
- Acacia ulicina
- Acacia uliginosa
- Acacia umbellata
- Acacia umbellifera
- Acacia umbraculiformis
- Acacia uncifera
- Acacia uncinata
- Acacia uncinella
- Acacia undoolyana
- Acacia undosa
- Acacia undulifolia
- Acacia unguicula
- Acacia unifissilis
- Acacia urophylla
- Acacia valida
- Acacia validinervia
- Acacia walkeri
- Acacia walwalensis
- Acacia wanyu
- Acacia wardellii
- Acacia varia
- Acacia warramaba
- Acacia vassalii
- Acacia wattsiana
- Acacia webbii
- Acacia weberbaueri
- Acacia websteri
- Acacia velutina
- Acacia velvae
- Acacia welwitschii
- Acacia venosa
- Acacia venulosa
- Acacia verheijenii
- Acacia verniciflua
- Acacia veronica
- Acacia verricula
- Acacia verticillata
- Acacia vestita
- Acacia wetarensis
- Acacia whibleyana
- Acacia whitei
- Acacia wickhamii
- Acacia victoriae
- Acacia vietnamensis
- Acacia viguieri
- Acacia wilcoxii
- Acacia wilhelmiana
- Acacia willardiana
- Acacia villaregalis
- Acacia willdenowiana
- Acacia williamsiana
- Acacia williamsonii
- Acacia villosa
- Acacia wilsonii
- Acacia vincentii
- Acacia viscidula
- Acacia visciflora
- Acacia viscifolia
- Acacia visco
- Acacia wiseana
- Acacia visneoides
- Acacia vittata
- Acacia volubilis
- Acacia woodmaniorum
- Acacia wrightii
- Acacia xanthina
- Acacia xanthocarpa
- Acacia xanthophloea
- Acacia xerophila
- Acacia xiphophylla
- Acacia yemenensis
- Acacia yirrkallensis
- Acacia yorkrakinensis
- Acacia yunnanensis
- Acacia zanzibarica
- Acacia zapatensis
- Acacia zatrichota
- Acacia zizyphispina

## Bildgalleri

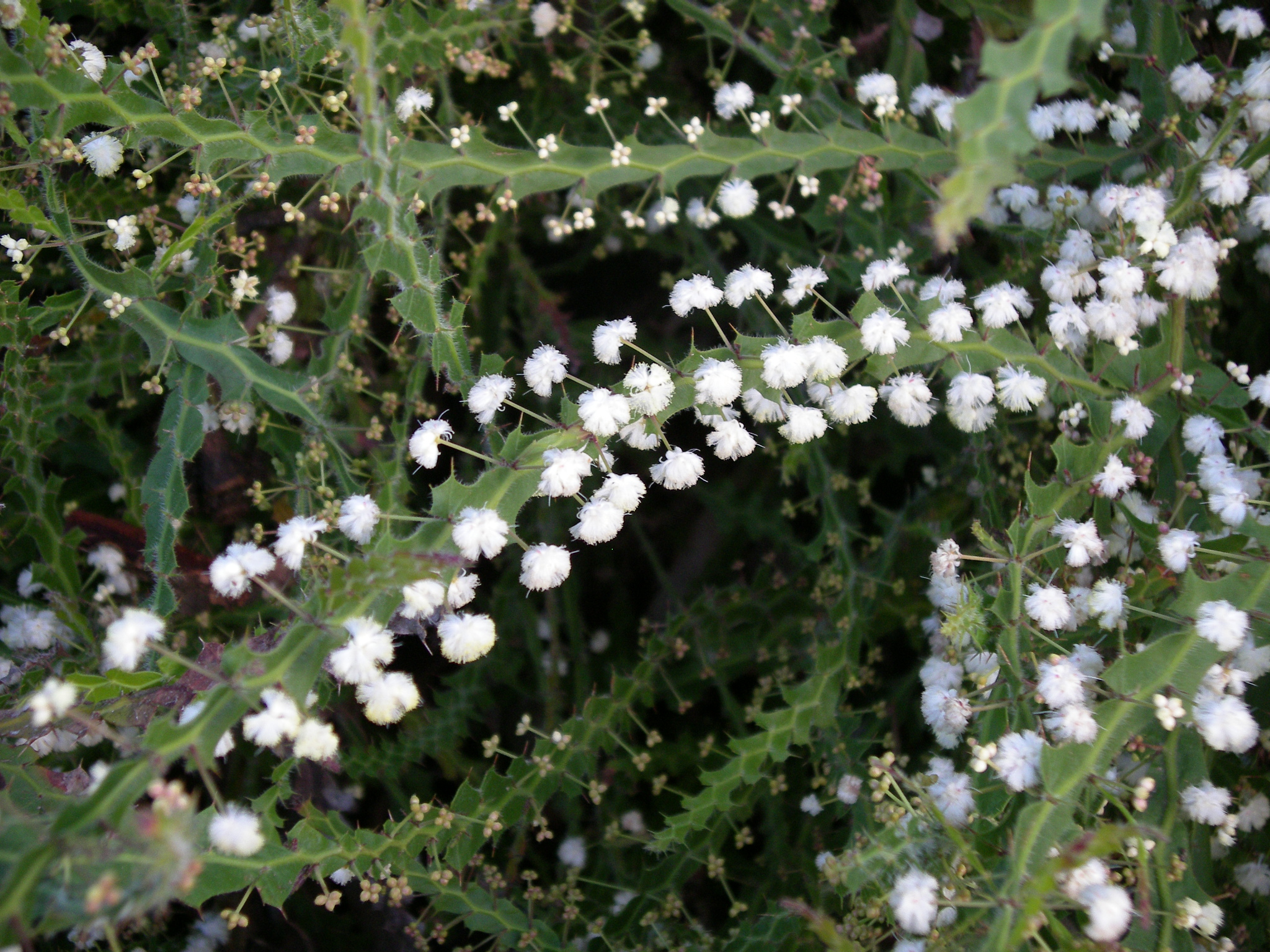
Arten Acacia alata.
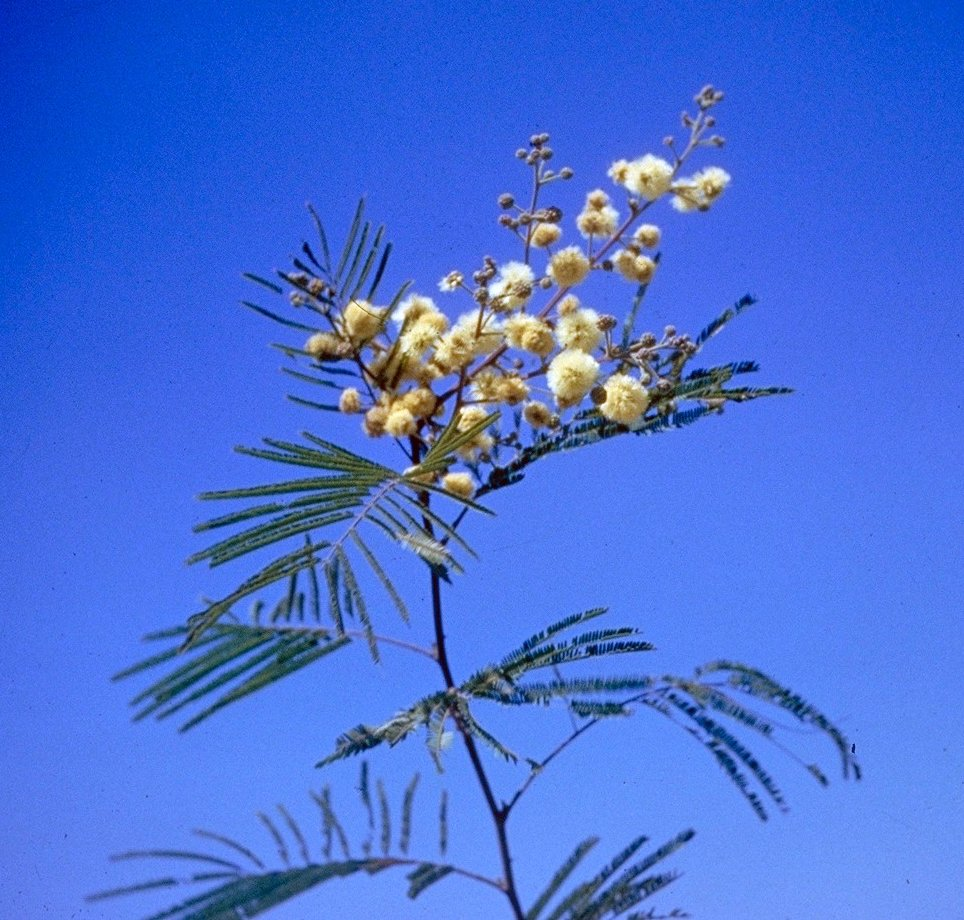
Arten Acacia berlandieri.
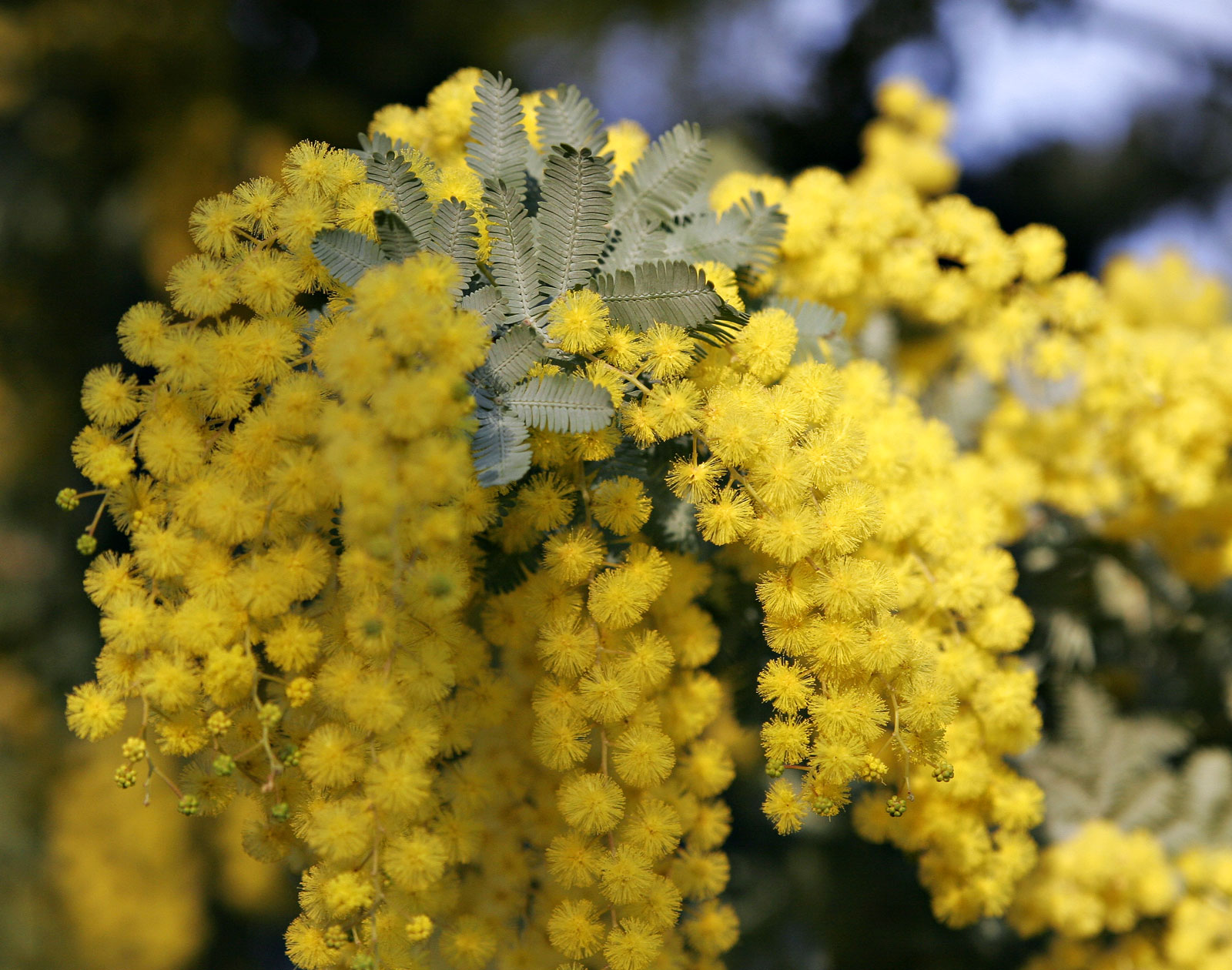
Arten guldakacia (Acacia baileyana).
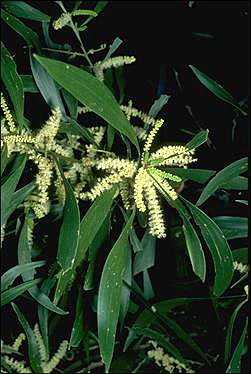
Arten Acacia maidenii.
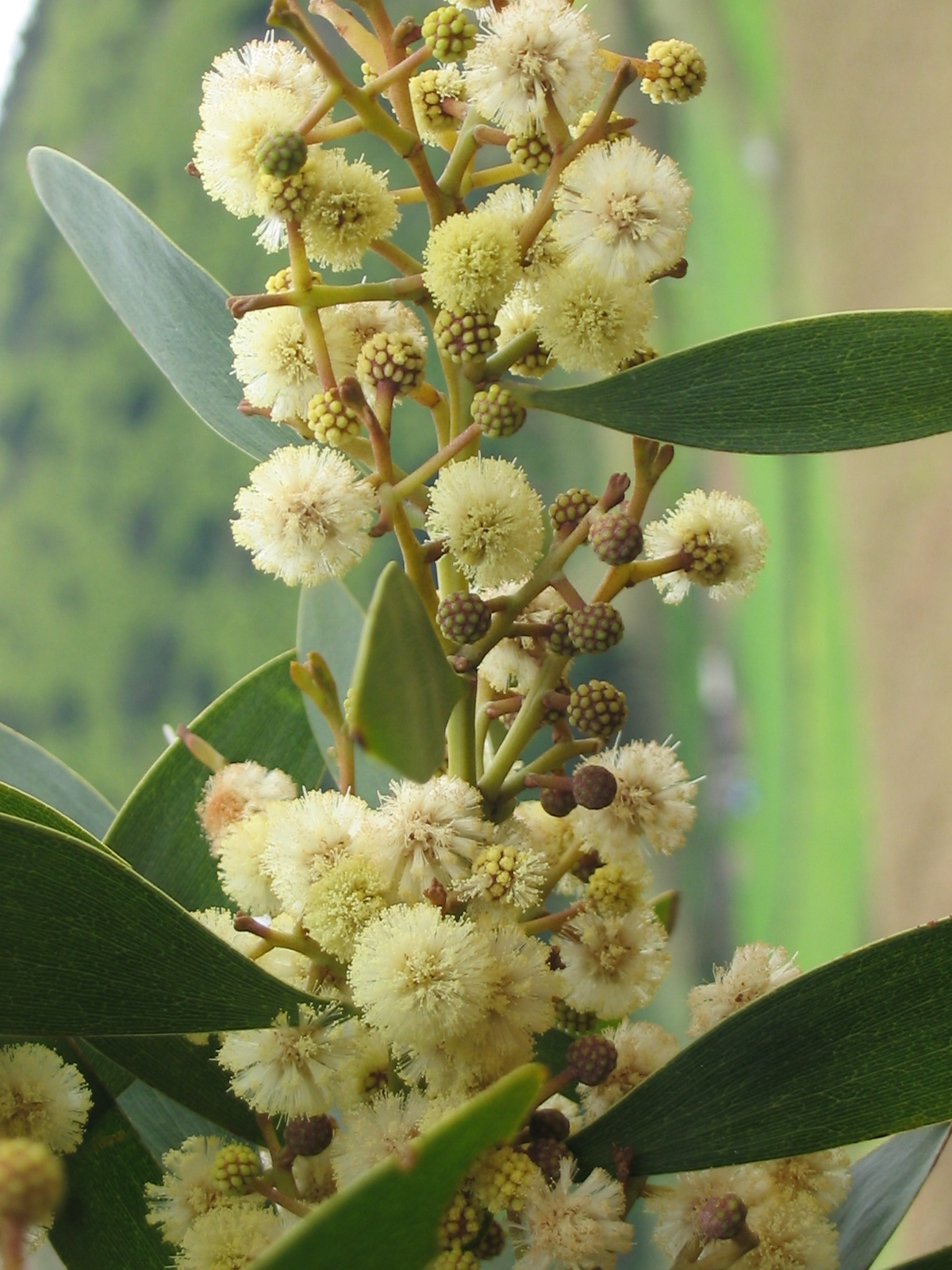
Arten svartvedsakacia (Acacia melanoxylon).
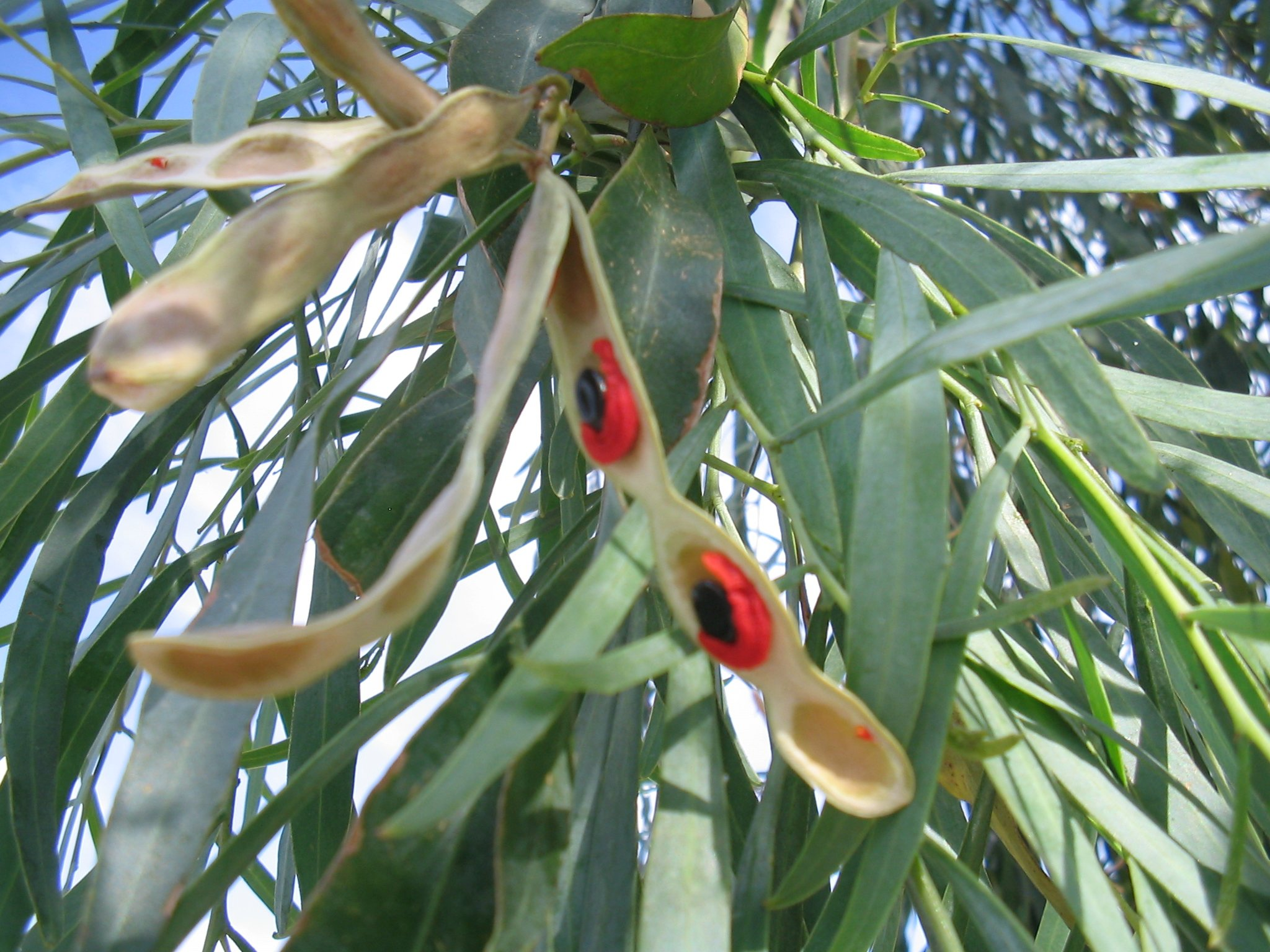
Gren med frökapslar från arten Acacia salicina.
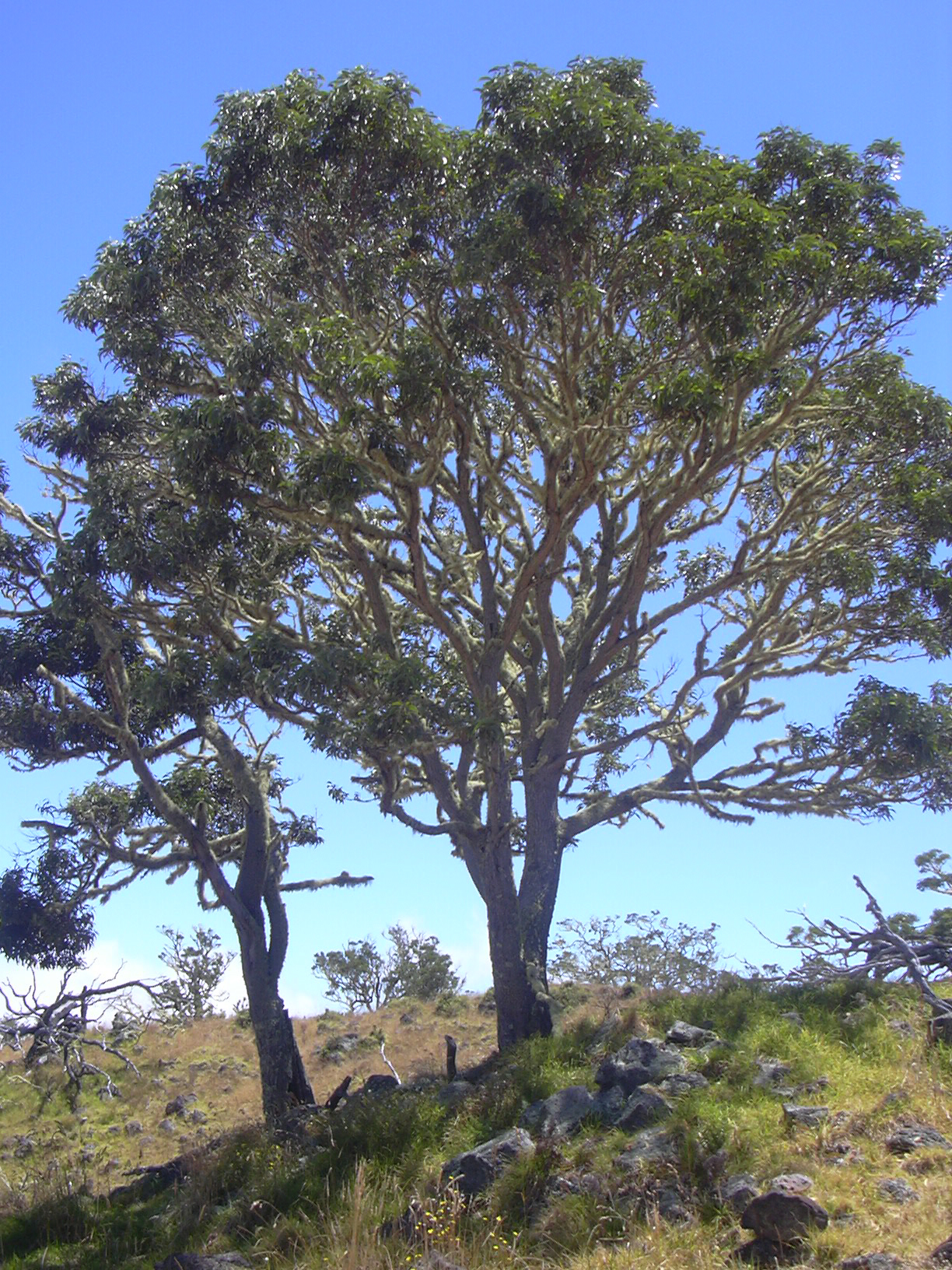
Arten koa (Acacia koa).
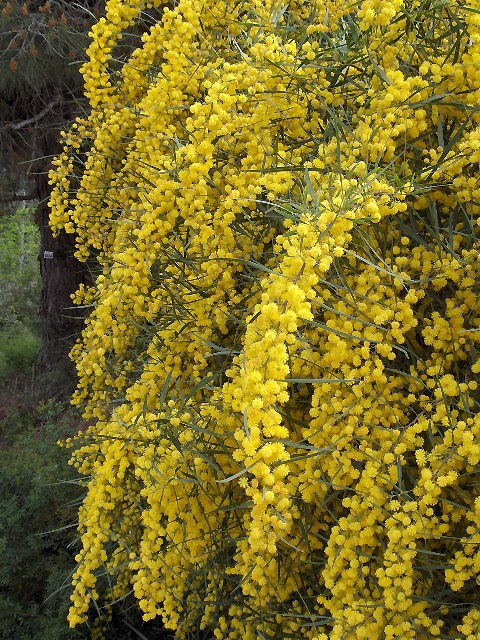
Arten tårakacia (Acacia salign).
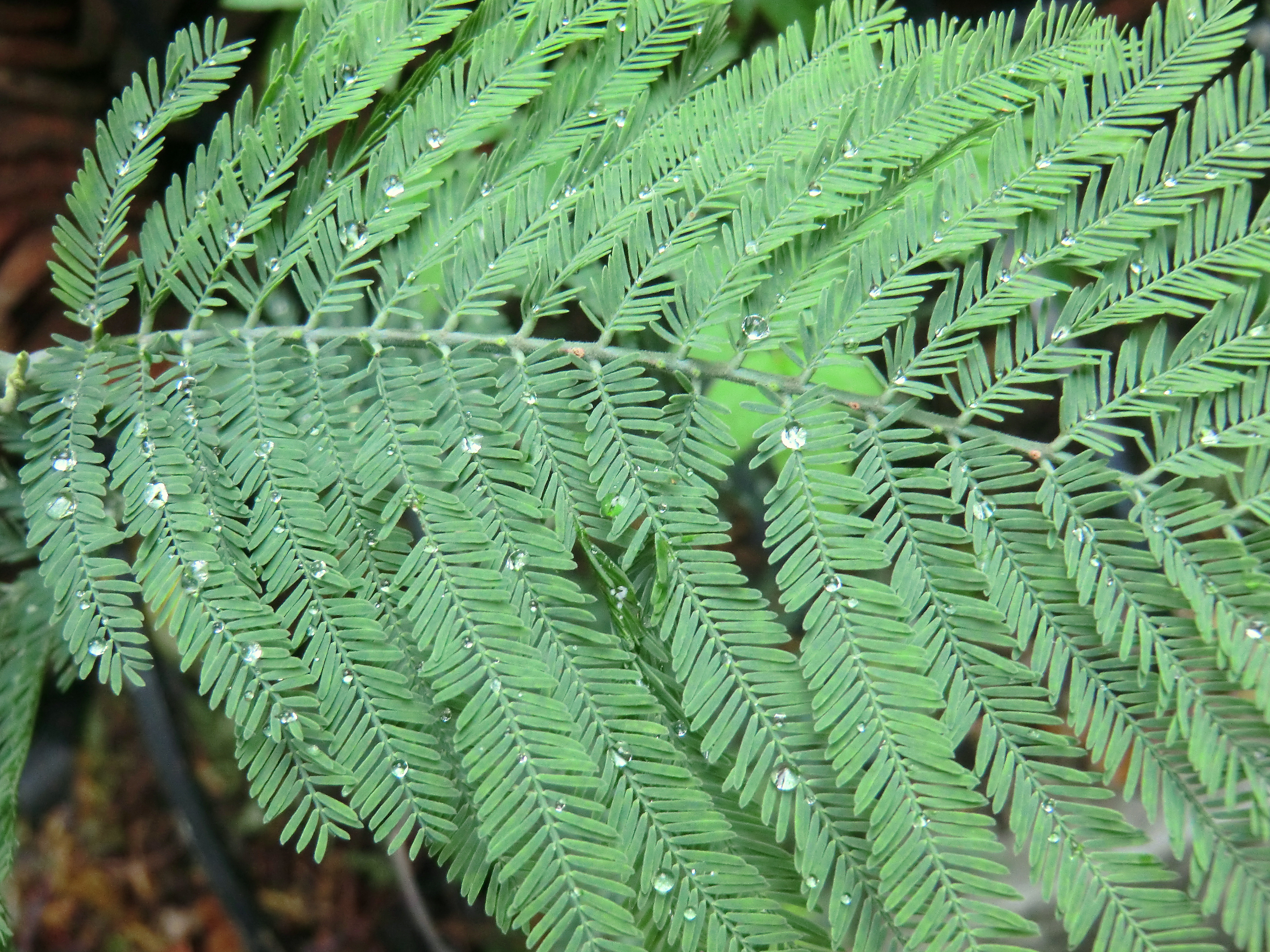
Blad från arten silverakacia (Acacia dealbata).